# Divisão N.º 15 (Manitoba)
A Divisão N.º 15 é uma das vinte e três divisões do censo da província de Manitoba no Canadá. A área faz parte da Região de Westman, no sudoeste de Manitoba. A população da área no censo de 2006 era de 21.417 habitantes.